# Меры
Меры — деревня в городском округе Истра Московской области России, до 2017 года входила в состав  сельского поселения Костровское Истринского района. Население — 2 чел. (2016), зарегистрировано 11 садоводческих товариществ.
Находится примерно в 22 км на юго-запад от Истры, на склоне холма на высоте 210—220 м. Ближайшие населённые пункты: Львово в 2 км на север и Раково в 2,5 км на северо-восток.
До XVII—XVIII веков упоминалась под названием Меря.

## Население
| 1859 | 1890 | 1899 | 1926 | 2002 | 2006 | 2010 |
| ---- | ---- | ---- | ---- | ---- | ---- | ---- |
| 248  | ↗388 | ↗450 | ↘354 | ↘5   | ↘4   | ↘1   |
| 2016 |      |      |      |      |      |      |
| ↗2   |      |      |      |      |      |      |